# Deutsch-Amerikanisches Zentrum

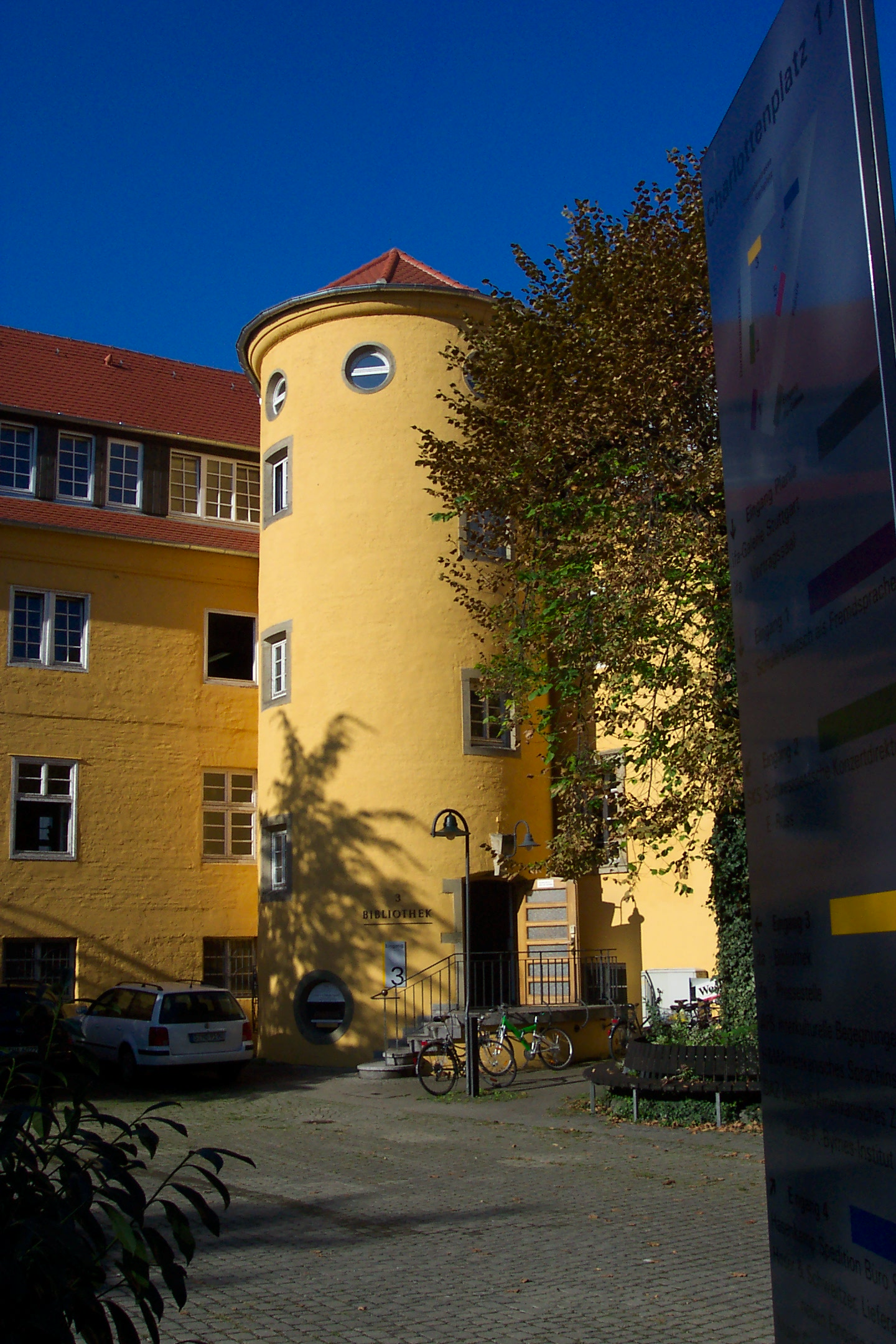
Deutsch-Amerikanisches Zentrum

Das Deutsch-Amerikanische Zentrum/James-F.-Byrnes-Institut (DAZ) ist eine gemeinnützige, überparteiliche und binationale Kultur- und Bildungseinrichtung in Stuttgart zur Förderung der Beziehungen zwischen Deutschland und den Vereinigten Staaten. Das 1995 als Nachfolgeinstitution des Amerika-Hauses gegründete Kulturinstitut informiert über gesellschaftliche, politische und wirtschaftliche Fragen in beiden Ländern.

## Struktur
Im Verein sind zahlreiche offizielle Institutionen wie das Land Baden-Württemberg, die Landeshauptstadt Stuttgart, die Universität Hohenheim, die Universität Stuttgart, die Fachhochschulen in Stuttgart sowie deutsch-amerikanische Organisationen, die Botschaft der Vereinigten Staaten in Berlin und korporative Mitglieder vertreten. Seit 2010 ist Christiane Pyka die geschäftsführende Direktorin des Instituts. 
 Neben Christiane Pyka besteht das Team des DAZ aus einer Kulturreferentin, einer Sprachkurskoordinatorin und einer Sekretärin. Zusätzlich wird es zeitweise von Praktikanten, FSJlern, studentischen Aushilfen und Ehrenamtlichen unterstützt.
Die Arbeit des Kuratoriums mit Vertretern aus Politik und Wirtschaft, welches dem DAZ beratend zur Seite steht, ruht derzeit.

### Vorstandsvorsitzende
- 1995–2000: Lorenz Menz
- 2000–2019: Rudolf Böhmler
- seit 2019: Florian Stegmann

## Förderer
Das Deutsch-Amerikanische Zentrum / James-F.-Byrnes-Institut e. V. wird durch das Land Baden-Württemberg und die Landeshauptstadt Stuttgart gefördert. Darüber hinaus unterstützt die US-Botschaft Projekte des DAZ.

## Angebot
Über die Homepage des DAZ besteht die Möglichkeit, einen Newsletter zu abonnieren, welcher über aktuelle Veranstaltungen und Angebote informiert.

### Kulturprogramm
Das Programm umfasst Vorträge, Seminare und Diskussionen in deutscher und englischer Sprache, musikalische Veranstaltungen, Filme und Ausstellungen zum Thema Politik, Wirtschaft, Geschichte, Kunst und Kultur. Diese haben dabei stets einen engen USA-Bezug und werden von Experten aus Wissenschaft, Journalismus, Medien und Wirtschaft geleitet.
Außerdem dient das DAZ einigen deutsch-amerikanischen Gruppen wie Let’s Read!, The Empire Study Group und Transatlantic ArtConneXion, sowie Clubs wie dem Metropolitan Club als Treffpunkt.

### Sprachprogramm
Angeboten werden Englischsprachkurse für Erwachsene und Jugendliche ab Klasse 8 mit unterschiedlichen Schwerpunkten. Die Lehrkräfte sind ausschließlich Muttersprachler aus den USA. Ziel dieser Sprachkurse ist es, sich mit Hilfe der amerikanischen Lehrkräfte mit der englischen Sprache und der amerikanischen Kultur vertraut zu machen.

### America Explained - DAZ for schools
Mit zunehmendem Interesse hat sich in den vergangenen Jahren das Schülerprogramm entwickelt. US-amerikanische Referenten geben den Schulklassen in interaktiven Vorträgen die Möglichkeit, ihr Wissen über die USA zu vertiefen und über die verschiedensten Aspekte aus Politik, Geschichte und Kultur der USA ins Gespräch zu kommen. Des Weiteren werden in Kooperation mit u. a. der Landeszentrale für politische Bildung Baden-Württemberg dem Regierungspräsidium Stuttgart und der Botschaft der Vereinigten Staaten in Berlin Lehrerfortbildungen angeboten.
Bibliothek
Die kleine institutseigene Bibliothek verfügt über ein vielfältiges Medienangebot für Leser aller Altersgruppen. Dieses beinhaltet neben Literatur auch Magazine, deutsche und englischsprachige Tageszeitungen, sowie elektronische Medien. Neben über 2000 Büchern, 550 DVDs, 40 Zeitschriften und 30 Gesellschaftsspielen bietet die Bibliothek außerdem kostenlosen Zugang zur Datenbank eLibrary USA.

### USA-Information
In Kooperation mit EducationUSA informiert das DAZ außerdem unabhängig zum Thema  Aus- und Weiterbildung und Auslandsaufenthalte in den USA (High school, Universität, Au Pair, Praktikum/Arbeitsaufenthalt).

## American Days
Als American Days wird ein amerikanisches Kulturfestival in der Metropolregion Stuttgart bezeichnet. Es hat seit 2008 mit einer Ausnahme jährlich stattgefunden. Ab 2014 finden sie in zweijährigem Turnus statt. An elf Tagen präsentieren deutsche und amerikanische Einrichtungen ein facettenreiches Programm zu verschiedenen Aspekten der transatlantischen Beziehungen. Das Deutsch-Amerikanische Zentrum/James-F.-Byrnes-Institut e. V. (DAZ) stellte in Zusammenarbeit mit dem Kulturamt der Landeshauptstadt Stuttgart und der Robert Bosch Stiftung die American Days 2008 zum ersten Mal vor. Die American Days sollen auf bereits vorhandene Aktivitäten und auf die Vielfalt transatlantischen Engagements in der Region Stuttgart aufmerksam machen sowie Anregung für neue Aktionen und Kooperationen mit Bezug zu Amerika sein.

## Byrnes-Stipendien
Für Jugendliche aus dem Regierungsbezirk Stuttgart bietet das DAZ in Zusammenarbeit mit AFS Interkulturelle Begegnungen e. V., Andreas Stihl AG & Co., Daimler AG und der IHK Region Stuttgart Stipendien für einen Schuljahresaufenthalt in den USA an. Durch die Stipendien sollen Jugendliche für die transatlantischen Beziehungen und Verknüpfungen mit der Region Stuttgart interessiert werden. Bis 2016 lief das Stipendienprogramm unter dem Namen Daimler-Byrnes-Stipendium und richtete sich an Jugendliche aus der Region Stuttgart. Seit 2016 und dem Namenswechsel zu Byrnes-Stipendien können sich Jugendliche bewerben, die im Regierungsbezirk Stuttgart leben oder zur Schule gehen.